# Augenblick (Philosophie)
Der Augenblick ist ein in der Philosophie einflussreiches Konzept, das zu großen Teilen auf Søren Kierkegaards Beschäftigung mit dem Moment, dem kurzen Zeitintervall zurückgeht. Er entwickelte es ausgehend von Platons Begriff des Plötzlichen (altgriechisch τὸ ἐξαίφνης) im Parmenides, wo der Übergang von Bewegung in Ruhe und Ruhe in Bewegung, alle Veränderung, wie auch der Übergang von Sein zu Nichtsein als wunderlich beschrieben wird, weil er weder Ruhe noch Bewegung ist und keiner Zeit angehört.
Für Kierkegaard ist der Gegensatz von Zeit und Ewigkeit vereint im Augenblick, der als abstrakter Moment gedacht wird, der das Nichts und die Ewigkeit zugleich umfasst. Weil er Vergangenheit, Gegenwart und Zukunft aufhebt, ist er aus dem empirischen Lebensablauf herausgestellt.
Kierkegaard verstand den erfüllten Augenblick im Sinne Goethes, der ihn als Verdichtung eines Erfahrungskosmos nicht als rein zeitlichen Begriff betrachtete:
Kein Wesen kann zu Nichts zerfallen!

Das Ew'ge regt sich fort in allen,

Am Sein erhalte dich beglückt!

[...]

Genieße mäßig Füll' und Segen,

Vernunft sei überall zugegen,

Wo Leben sich des Lebens freut.

Dann ist Vergangenheit beständig,

Das Künftige voraus lebendig,

Der Augenblick ist Ewigkeit.
(Auszug aus: Goethe, Vermächtnis, 1829)